# تطبيقات محتملة للأنابيب النانوية الكربونية
إن التطبيقات المحتملة للأنابيب النانوية الكربونية متنوعة، وإن الأنابيب النانوية الكربونية يمكن استخدامها في عدة مجالات مثل تقنية النانو، الالكترونيات، التطبيقات البصرية، علم المواد، والبناء. خلال سنوات قادت العديد من الاكتشافات إلى تطبيقات جديدة، يتم فيها الاستفادة من خواصها الكهربائية الفريدة، وقوتها غير العادية، وكفاءتها في نقل الحرارة.

## تطبيقات بنيوية
للأنابيب النانوية الكربونية العديد من المزايا القيمة لتسخدم كمادة انشائية، ومن الاستخدامات المحتملة:
- المنسوجات: بتصنيع أقمشة مقاومة للتمزق والمياه.
- سترات حماية: يتم العمل في معهد ماساتشوستس للتقانة معهد ماساتشوستس للتقنية على تصنيع دروع واقية باستخدام الأنابيب النانوية الكربونية كألياف فائقة القوة يمكنها التصدي للرصاص وفحص شروط ارتدائها.[1] قامت جامعة كامبردج بتطوير الألياف وإعطاء رخصة لشركة لتصنيعها [2]
- الخرسانات: حيث يتم في الخرسانات زيادة قوة الشد وإيقاف انتشار الكسر.[3]
- بولي إيثيلين: وجد الباحثون أن إضافة الأنابيب النانوية الكربونية إلى البولي إيثيلين يزيد من معامل اللدونة للبوليمر بمقدار 30%.
- المعدات الرياضية: تستخدم الأنابيب النانوية الكربونية في صنع مضارب التنس، وأجزاء الدراجة الهوائية، وكرات الغولف، ومضارب البيسبول والجولف بشكل أقوى وأخف وزناً.
- مصعد الفضاء: يتم دراسة الأنابيب النانوية الكربونية كمكوّن محتمل لحبل الشد الذي يمكن لمصعد الفضاء تسلقه وهذا يتطلب الحصول على قوة شدّ أعلى من 70 غيغاباسكال.
- العضلات الاصطناعية: بسبب معدل الانقباض/التمدد الكبير للأنابيب النانوية الكربونية مولدة بذلك تياراً كهربائياً، تعتبر الأنابيب مناسبة للاستخدام في العضلات الاصطناعية.[4]
- ألياف ذات قوة شد عالية: تتطلب الألياف المنتجة باستخدام كحول البولي فينيل 600 جول/غرام لكسرها.[5] وعلى سبيل المقارنة فإن الألياف ذات مقاومة الرصاص كيفلر(بالإنجليزية:  Kevlar)‏ تحتاج 27-33 جول/غرام.
- الجسور: يمكن للأنابيب النانوية الكربونية أن تستخدم بدلاً من الفولاذ في الجسور المعلّقة.
- حدافات فائقة السرعة: إن نسبة القوة إلى الوزن العالية تمكّن من الحصول على سرعة دوران عالية.
- الحماية من الحرائق:إن طلي المواد بطبقة رقيقة من ورق البوكي (بالإنجليزية: Buckypaper)‏ يحسّن من مقاومتها للحريق بشكل كبير وذلك يعود إلى الانعكاس الفعّال للحرارة عبر كثافة طبقات مضغوطة من الأنابيب النانوية الكربونية أو ألياف الكربون.[6]

## تطبيقات كهرومغناطيسية
يمكن للأنابيب النانوية الكربونية أن تستخدم في تصنيع النواقل الكهربائية، العوازل، أنصاف النواقل. وتشمل التطبيقات:
- العضلات الاصطناعية: للأنابيب النانوية الكربونية قدرة جيدة على التمدد والتقلص يجعلها بديل مناسب عن الانسجة العضلية.[7]
- ورق البوكي: وهي شريحة رقيقة مصنعة من الأنابيب النانوية وهي أقوى من الفولاذ بأكثر من 250 مرة وأخف منه بأكثر من 10مرات، ويمكن أن تستخدم كمصرف حراري لألواح الرقاقات، أو كإضاءة خلفية لشاشات الكريستال السائل LCD أو كقفص فاراداي لحماية الأجهزة الكهربائية/ الطائرات.
- الأسلاك النانوية الكيميائية: وإضافة لما سبق يمكن استخدام الأنابيب النانوية الكربونية لإنتاج أسلاك نانوية مصتّعة من مواد كيميائية أخرى كالذهب أو أكسيد الزنك. وهذه الأسلاك النانوية ستستخدم بدورها لتصنيع أنابيب نانوية من مواد كيميائية أخرى كنتريد الغاليوم. وتكون هذه الأنابيب مختلفة بخواصها عن الأنابيب النانوية الكربونية، فعلى سبيل المثال تكون الأنابيب النانوية المصنّعة من نتريدالغاليوم محبة للماء بينما تكون الأنابيب النانوية الكربونية كارهة للماء، مما يجعلها مناسبة أكثر للاستخدام في الكيمياء العضوية.
- الأغشية الناقلة:إن رسم مساحات شفافة وذات قوة كبيرة من أنابيب النانو أحادية الجدار تعتبر طريقة إنتاج وظيفية.[8] وهي تستخدم في شركة كاناتو [9] Canatu، هلسنكي، فنلندا. وشركة ايكوس Eikos، فرانكلين، ماساتشوستس. وشركة ينيدايم [10] Unidym، وادي السيلكون، كاليفورنيا حيث يتم العمل على تطوير أغشية شفافة ناقلة كهربائياً من الأنابيب النانوية الكربونية وكذلك أغشية عديدة الجدر يمكن استخدامها بدلاً من أكسيد الإنديوم القصديري (ITO) في شاشات الكريستال السائل LCD، الشاشات اللمسية، والأجهزة الكهروضوئية. كما يمكن استخدامها في شاشات الحواسب، الهواتف النقالة، والمساعدات الرقمية الشخصية PDA وآلات الصراف الآليATM
- فرشاة المحرك الكهربائي: تستخدم الأنابيب النانوية الكربونية الناقلة في الفرشاة الكهربائية المستخدمة في المحركات الكهربائية التجارية. وباستخدامها تم الاستعاضة عن الكربون الأسود التقليدي الذي غالباً ما يلّوث الفوليرين الكربوني الكروي. تعمل الأنابيب النانوية على تحسين الناقلية الكهربائية والحرارية، وذلك بسبب تمددها في المصفوفة البلاستيكية للفرشاة. مما يسمح بتناقص الحشو الكربوني من 30% وحتى 3.6%. وبذلك يمكن إضافة مصفوفات أكثر في الفرشاة. تعد فرشاة المحركات الكهربائية المكوّنة من الأنابيب النانوية أفضل تشحيماً (من حيث المصفوفة)، أكثر ترطيباً عند العمل (من حيث التشحيم الأفضل والناقلية الحرارية الأعلى)، أقل هشاشة (مصفوفات أكثر وتعزيز للألياف)، وكذلك فهي أقوى وأكثر دقة في التعديل(مصفوفات أكثر). وبما أن الفرشاة تعد نقطة حرجة للفشل في المحركات الكهربائية إلا أنها تحتاج مواداً أكثر مما يجعلها مهمة اقتصادياً أكثر من أي تطبيقات أخرى.
- فتيل المصباح الضوئي: تستخدم الأنابيب النانوية الكربونية كبديل عن فتيل التنغستن في المصابيح المتوهجة
- المغناطيس: يمكن للأنابيب النانونية عديدة الجدر MWNT المغطاة بمادة المغنيتيت أن تولد حقولاً مغناطيسية أقوى.
- الاشتعال الضوئي: يمكن وضع طبقة من الأنابيب النانوية أحادية الجدار SWNT المغذاة بالحديد بنسبة 29% فوق طبقة من المواد المتفجرة مثل مادة البيتن PETN ويمكن اشعالها باستخدام فلاش الكاميرا التقليدي.[11]
- الخلايا الشمسية: إن الثنائيات المصنعة باستخدام الأنابيب النانوية الكربونية من قبل شركة الكهربائيات العامة GE تعتمد على الأثر الكهرضوئي. ويمكن استخدام الأنابيب النانوية كبديل عن أكسيد الإنديوم القصديري ITO في بعض الخلايا الشمسية حيث تعمل كغشاء ناقل شفاف في الخلايا الشمسية يسمح بعبور الضوء إلى الطبقات الفعالة وتوليد التيار الضوئي.
- نواقل عالية: فقد ثبت أن الأنابيب النانوية ذات ناقلية عالية عند درجات الحرارة المنخفضة.[12]
- مكثفات فائقة: يجري البحث في معهد ماساتشوستس على استخدام الأنابيب النانوية وضمها إلى أسطح الشحنات للمكثفات وذلك لزيادة مساحة السطح وبالتالي قابلية تخزين الطاقة.[13]
- الشاشات: يمكن استخدام الأنابيب النانوية الكربونية كمدافع الكترونية دقيقة يمكن استخدامها كأنابيب الأشعة المهبطية مصغّرة في الشاشات الرقيقة، ذات الوزن الخفيف، والطاقة المنخفضة، والسطوع العالي. هذا النوع من الشاشات يتألف من مجموعة من أنابيب الأشعة المهبطية المصغّرة، يقوم كل منها بتأمين الالكترونات التي تصطدم مع الفوسفور لكل بيكسل، عوضاً عن وجود أنبوب أشعة مهبطية واحد كبير الحجم توجه الالكترونات فيه باستخدام الحقل المغناطيسي والحقل الكهربائي. تعرف هذه الشاشات بشاشات الانبعاث الحقلي FEDs
- الترانزستور: يجري تطوير ترانزستورات الأنابيب النانوية الكربونية في شركات ديلفت Delft، أي بي ام IBM، ونيك NEC
- الهوائي الكهرومغناطيسي: يمكن استخدام الأنابيب النانوية الكربونية كهوائيات لأجهزة الراديو وغيرها من الأجهزة الكهرومغناطيسية.[14]

## تطبيقات كهروصوتية
- مكبر الصوت: في شهر تشرين الثاني عام 2008، أعلن مركز أبحاث التقانة النانوية في تسينغوا Tsinghua - فوكسكون Foxconn في بكين أنه قام بتصنيع مكبرات صوت من شرائح من الأنابيب النانوية الكربونية المتوازية، وهي تولد الصوت بشكل مشابه لكيفية توليد البرق للرعد. ومن التطبيقات التجارية الممكنة استخدامها في مكبرات الصوت الكهرضغطية المستخدمة في بطاقات المعايدة.[15]

## تطبيقات كيميائية
- مرشح لتلوث الهواء: يمكن لأغشية الأنابيب النانوية الكربونية أن ترشح ثاني أكسيد الكربون المنبعث من محطات الطاقة.
- حافظات تقنية حيوية: يمكن ملء الأنابيب النانوية الكربونية بجزيئات بيولوجية حيوية تساعد في التقنية الحيوية.
- تخزين الهيدروجين: إن الأنابيب النانوية الكربونية لديها القدرة على تخزين ما بين 4.2 - 65 % من وزنها من الهيدروجين، وإن تم إنتاجه بشكل كبير واقتصادي فإن 13.2 ليتر من الأنابيب النانوية الكربونية تحوي نفس الكمية من الطاقة الموجودة في 50 ليتر من خزان الوقود. انظر أيضاً اقتصاد الهيدروجين
- ترشيح الماء: يمكن لأغشية الأنابيب النانوية الكربونية أن تستخدم في عملية الترشيح، وهذا من شأنه أن يقلل من كلفة تحلية المياه بمقدار 75 %، وتكون الأنابيب رقيقة جداً بحيث تسمح للجزيئات الصغيرة (كجزيئات الماء) بالمرور عبرها، بينما تمنع الجزيئات الأكبر (كأيونات الكلوريد في الملح)من المرور.

## تطبيقات ميكانيكية
- المذبذب: فالمذبذبات المعتمدة على الأنابيب النانوية الكربونية وصلت إلى سرع أعلى من غيرها من التقنيات (> 50 غيغاهرتز).
- غشاء الأنبوب النانوي: حيث يتدفق السائل بشكل أسرع بمقدار خمسة أمثال عما كان متوقعاً بواسطة ديناميكا السوائل التقليدي.
- أسطح ملساء: فقد أظهرت بعض الأقمشة المعتمدة على الأنابيب النانوية الكربونية أنها أقل احتكاكاً من التيفلون.
- مقاومة نفاذية الماء: حيث تكون بعض الأقمشة المعتمدة على الأنابيب النانوية الكربونية مقاومة لنفاذية الماء.
- محركات الأنابيب النانوية الكربونية
- كواشف الأشعة تحت الحمراء: تكون انعكاسية ورق البوكي المنتج وفق طريقة ترسب البخار الكيميائي «فائق النماء» 0.03 أو أقل مما يجعل الأداء الأفضل لصالح كاشف الأشعة تحت الحمراء الكهربي الحراري [16][17]
- المقياس المعياري الراديومتري: كمقياس معياري للسواد.
- الإشعاع الحراري: وذلك للانبعاثات الحرارية في الفضاء كالأقمار الصناعية.
- التخفي: يكون الامتصاص عالياً ضمن مجال كبير من أقصى الأشعة فوق البنفسجية FUV إلى أقصى الأشعة تحت الحمراء FIR

## الدارات الكهربائية
يمكن للأنبوب النانوي المشكّل عبر وصل نهايتي اثنين من الأنابيب النانوية ذات أقطار مختلفة أن يعمل كثنائي، مما يتيح إمكانية بناء دارات الحاسب بشكل كامل من الأنابيب النانوية. وبسبب خصائصها الجيدة في نقل الحرارة يمكن للأنابيب النانوية الكربونية أن تبدد الحرارة الناتجة عن شرائح الحاسب. ويعادل طول أطول دارة ناقلة للكهرباء أجزاء من الإنش.
تشكل صعوبات التصنيع عقبة كبيرة أمام الأنابيب النانوية الكربونية. تستخدم عمليات تصنيع الدارات المتكاملة القياسية ترسب البخار الكيميائي لإضافة طبقات إلى الرقاقة. ولكن لم يتم إنتاج الأنابيب النانوية الكربونية بشكل كبير باستخدام هذه الطرق بعد.
يمكن للباحثين التعامل مع الأنابيب النانوية بشكل افرادي باستخدام مجهر قوة ذرية في عملية تستغرق وقتاً طويلاً. ولا يزال استخدام طرائق التصنيع القياسية يتطلب من المصممين وضع إحدى نهايتي الأنبوب النانوي، وخلال عملية الترسيب يمكن لحقل كهربائي أن يوجه نمو الأنابيب النانوية، والتي بدورها تميل إلى النمو على طول خطوط الحقل من القطبية السالبة إلى القطبية الموجبة. كطريقة أخرى للتجميع الذاتي يمكن استخدام طرق كيميائية أو حيوية لتحريك الأنابيب النانوية الكربونية كحل لتحديد الأماكن على الطبقة الأساسية.
ولكن حتى لو كان توضيع الأنابيب النانوية بدقة ممكناً، يبقى المهندسون غير قادرين على التحكم بأنواع الأنابيب النانوية الناتجة (ناقلة، شبه موصل، أحادية الجدار، عديدة الجدر).

## التوصيلات الداخلية
أثارت الأنابيب النانوية الكربونية المعدنية اهتمام الباحثين بما تملكه من تطبيقات، ومن هذه التطبيقات التوصيلات ذات تكامل النطاق الواسع جدا VLSI وذلك لما تملكه من استقرار حراري كبير، ناقلية حرارية عالية، وسعة نقل التيار الكبيرة.
يمكن لأنبوب نانوي كربوني معزول أن ينقل كثافة تيار تتجاوز 1000 ميلي أمبير / سنتيمتر مربع دون أي خسائر حتى في درجات الحرارة المرتفعة 250o درجة سلسيوس، مما يحد من مخاوف الوثوقية المتعلّقة بالارتحال الكهربائي التي تعاني منها توصيلات النحاس. وقد أظهرت نماذج عمل حديثة بعد مقارنتها للطريقتين أن توصيلات حزم الأنابيب النانوية الكربونية تقدم مزايا أفضل من توصيلات النحاس.
وقد أظهرت تجارب حديثة مقاومة منخفضة تصل إلى 20 أوم باستخدام بنى مختلفة 
كماأظهرت قياسات مفصّلة للناقلية أجريت على نطاق واسع من الحرارة توافقاً مع نظرية ناقل شبه أحادي البعد غير منتظم.
توفر التوصيلات المختلطة التي توظف الأنابيب النانوية الكربونية بالإضافة إلى توصيلات النحاس مزايا من حيث الوثوقية والإدارة الحرارية.

## الترانزستورات
تم استخدام الأنابيب النانوية الكربونية شبه الموصلة في تصنيع ترانزستورات المفعول المجالي CNTFET، والتي أظهرت بعض المزايا تعود إلى خصائصها الكهربائية الجيدة مقارنة مع ترانزستورات المفعول المجالي ذو شبه موصّل من أكسيد ومعدن MOSFET المعتمدة على السيليكون. وبما أن متوسط المسار الحر للإلكترون في الأنابيب النانوية الكربونية احادية الجدار يمكن أن يتجاوز 1 ميكرومتر، وترانزستورات المفعول المجالي ذات الأنابيب النانوية الكربونية طويلة القناة تبدي خصائص قريبة من النقل القذفي، مما ينتج أجهزة عالية السرعة. ومن المتوقع أن تعمل أجهزة الأنابيب النانوية الكربونية مجال ترددي من مئات الغيغا هرتز. كما أظهرت بعض الدراسات الحديثة التي أوضحت مزايا ومساوئ الأشكال المختلفة من ترانزستورات المفعول المجالي ذات الأنابيب النانوية الكربونية أن ترانزستورات المفعول المجالي ذات الأنابيب النانوية الكربونية النفقية توفر خصائص أفضل بالمقارنة مع البنى الأخرى. وقد وجد أن هذا الجهاز يتفوق من حيث منحني العتبة الفرعية- وهي خاصية مهمة في التطبيقات ذات الطاقة المنخفضة.
تنمو الأنابيب النانوية عادة على جزيئات نانوية من معدن مغناطيسي (حديد Fe،كوبلت Co) مما يسّهل إنتاج أجهزة دورانية الكترونية spintronic. وقد أجري تحكم بالتيار عبر ترانزستور مقعول مجالي باستخدام حقل مغناطيسي في بنية نانوية أحادية الأنبوب.

## التصميم الإلكتروني وأتمتة التصميم
على الرغم أن أجهزة الأنابيب النانوية الكربونية وتوصيلاتها قد أثبتت جودتها كل على حدا حسب خواص كل منها، إلا أن القليل من الجهود التي حاولت ربطهم ضمن دارة حقيقية. معظم بنى ترانزستورات المفعول المجالي ذات الأنابيب النانوية الكربونية تستخدم أساس من السيليكون كبوابة خلفية. وإن تطبيق جهود مختلفة على البوابة الخلفية يمكن أن يسبب بعض المخاوف عند تصميم دارات كبيرة من هذه العناصر. لذلك فقد طرحت العديد من البنى ذات البوابة العليا لتجنب هذه المخاوف. وقد أبلغ حديثاً عن بناء دارة منطقية متكاملة بشكل كامل على أنبوب نانوي واحد تم فيها استخدام البوابة الخلفية. ينبغي دراسة العديد من التحديات المرتبطة بالعمليات قبل أن تدخل الأجهزة والتوصيلات المعتمدة على الأنابيب النانوية الكربونية خط تصنيع تكامل النطاق الواسعِ جداً الأساسي. وتشمل المشاكل المتبقية عمليات التنقية، الفصل، التحكم عبر الطول، الكايرالية أو اليدوانية chirality والمحاذاة المطلوبة، الموازنة الحرارية المنخفضة، ومقاومة نقاط الاتصال العالية. وقد طرحت العديد من الأفكار المبتكرة لبناء ترانزستورات عملية من شبكات نانوية. وحيث أن ضعف التحكم بالكايرالية ينتج خليطاً من أنابيب نانوية كربونية معدنية وشبه موصلة من أي عملية تصنيع، وأنه من الصعب التحكم باتجاه نمو الأنابيب النانوية الكربونية، فيمكن طرح مصفوفات عشوائية سهلة الإنتاج من الأنابيب النانوية أحادية الجدار لبناء ترانزستورات غشائية رقيقة. ويمكن استخدام هذه الطريقة لبناء ترانزستورات ودارات عملية تعتمد على الأنابيب النانوية الكربونية دون الحاجة لنمو وتجميع دقيق.

## وصلات خارجية
- محاضرة على يوتيوبيلقيها راي بوغمان (YouTube)
- تطبيقات الأنابيب النانوية الكربونية